# Ranger (Dateimanager)
ranger ist ein textbasierter Dateimanager für GNU und unixoide Systeme, dessen Bedienung von Vim inspiriert ist.

## Design
Die interaktive Konsolenanwendung für Linux und andere unixoide Systeme stellt Verzeichnishierarchien wahlweise über eine mehrspaltige Ansicht mit Miller-Spalten dar, wobei die rechte Spalte eine Vorschau der in der mittleren Spalte ausgewählten Datei enthalten kann. Alternativ gibt es eine klassische Panel-Ansicht wie bei Midnight Commander. Die Navigation erfolgt mittels Tastaturkürzeln ähnlich Vim, auch die Maus wird unterstützt. Auf markierte Einträgen können die typischen Operationen (Kopieren/Löschen/Rechte ändern/Verschieben/...) angewendet werden. Eine automatische Erkennung von Dateitypen sorgt für darauf abgestimmtes, konfigurierbares Ausführen von Programmen.